# El pequeño vampiro y los visitantes
El pequeño vampiro y los visitantes (en alemán Der kleine Vampir im Jammertal) es el séptimo libro de la saga del mismo nombre, escritos por Angela Sommer-Bodenburg.

## Trama
Anton convence a su padre para ir de excursión al Valle de la Amargura y así poder ver en secreto a Rüdiger y Anna. Mientras, los habitantes del valle son víctimas de una extraña enfermedad que les hace estar débiles y anémicos.
- Datos: Q42719956